# Пуэбла, Диоскоро
Диоскоро Теофило Пуэбла Толин (исп. Dióscoro Teófilo Puebla Tolín; 25 февраля 1831, Мельгар-де-Фернаменталь — 24 октября 1901, Мадрид) — испанский художник.

## Биография
Диоскоро Пуэбла родился 25 февраля 1831 года в Мельгар-де-Фернаменталь, провинция Бургос.
Учился в Королевской академии изящных искусств Сан-Фернандо в Мадриде.
В 1882 году был назначен действительным членом Королевской академии художеств Сан-Фернандо.
Умер 24 октября 1901 года в Мадриде.

## Галерея
- Агила I, король вестготов (1853)
- Воображаемый портрет Рекареда I (1857)
- Высадка Колумба в Америке (1862)
- Дочери Сида (1871)